# Neodiprion burkei
Neodiprion burkei är en stekelart som beskrevs av David John Middleton. Neodiprion burkei ingår i släktet Neodiprion och familjen barrsteklar. Inga underarter finns listade i Catalogue of Life.